# Нода (город)
Нода (яп. 野田市 Нода-си) — город в Японии, находящийся в префектуре Тиба. Площадь города составляет 103,54 км², население — 154 467 человек (1 августа 2014), плотность населения — 1491,86 чел./км².

## Географическое положение
Город расположен на острове Хонсю в префектуре Тиба региона Канто. С ним граничат города Касива, Нагареяма, Касукабе, Йосикава, Сатте, Бандо, Мория, Дзёсо и посёлки Сугито, Мацубуси, Гока, Сакаи.

## Население
Население города составляет 154 467 человек (1 августа 2014), а плотность — 1491,86 чел./км². Изменение численности населения с 1980 по 2005 годы:
| 1980 | 112 753 чел. |  |
| 1985 | 130 873 чел. |  |
| 1990 | 145 206 чел. |  |
| 1995 | 152 245 чел. |  |
| 2000 | 151 197 чел. |  |
| 2005 | 151 240 чел. |  |

## Символика
Деревом города считается Zelkova serrata, цветком — рододендрон, птицей — полевой жаворонок.

## Транспорт
- Кокудо 16

## Прочие факты
7 декабря 1917 года в городе Нода была зарегистрирована компания Noda Shoyu Co. Ныне она известна под названием Kikkoman и является крупнейшим производителем соевого соуса в мире.

## Города-побратимы
- Симада, Япония
- Сукагава, Япония